# José Happart
Pour les articles homonymes, voir Happart.
 (juillet 2015).
José Happart est un homme politique belge, membre du Parti socialiste, anciennement président du Parlement wallon. Lui et son jumeau Jean-Marie Happart sont nés le 14 mars 1947 à Herstal, où leur père exploitait une ferme.

## Biographie
Issu d'une formation de technicien agricole A3 (formation non achevée), puis engagé dans les mouvements d'agriculteurs, il a joué un rôle central au sein du Mouvement wallon, notamment sur la question linguistique des Fourons.
Son engagement en tant que militant wallon attaché au monde rural lui a valu une reconnaissance dans l'histoire du militantisme wallon. En 2006, il a déposé avec Jean-Claude Van Cauwenberghe et consorts une proposition de constitution wallonne. 
Un parcours semé d'embûches, comme en témoignent certains épisodes, notamment une forte médiatisation en 1994. Ses décisions en tant que Ministre de l'Agriculture et de la Ruralité n'ont pas toujours reçu l'assentiment voulu, notamment sur les questions du rétablissement de la tenderie et de la chasse à courre. 
En 1987, son élection à la tête de la commune de Fourons provoque une crise gouvernementale à cause de sa volonté de ne pas passer de test de connaissance du néerlandais (malgré une certaine connaissance de cette langue), prétendument obligatoire pour les bourgmestres en Flandre. 
Le 1er janvier 1989, moyennant une série de compensations améliorant la vie des Fouronnais[évasif], José Happart cède sa place à Nico Droeven, qui devient bourgmestre.
Parlementaire européen élu comme indépendant sur les listes socialistes avec 234 996 voix de préférence (1984), le Hérisson Fouronnais adhère au PS, trois mois plus tard. Au Parlement européen, où 308 117 électeurs le reconduisent en 1989, il est membre des commissions de l'agriculture et des problèmes des régions; tenant compte du problème du quart monde qui touche 30 millions d'Européens et de celui des excédents agricoles. En 1994, il est le premier candidat sur la liste du PS aux européennes, réélu avec 265,376 voix de préférence. Après la réforme de l'État intervenue en 1993, il réclame un approfondissement et une consolidation de la fédéralisation de la Belgique.
En septembre 2009, il se verra octroyer 530 000 euros au titre d'indemnités de départ du Parlement Wallon. Devant le tollé provoqué par la hauteur de ce montant, José Happart déclarera « Pourquoi devrais-je avoir honte d'une rétribution qui est légale et parlementaire, et qui a été décidée par d'autres que moi ? » .
En 2012, il retourne vivre dans les Fourons.
Le 29 mai 2020, après 26 ans de présence au conseil d'administration, il quitte la présidence de Liege Airport. Des soupçons sur sa bonne gestion amènent cependant les actionnaires à ne pas le libérer de sa responsabilité contractuelle à l’égard de la société. En février 2021 un rapport du cabinet d'audit Deloitte commandé par Nethys établit que José Happart et le CEO de Liège Airport avaient pris l'habitude d'approuver réciproquement et verbalement leurs notes de frais. Ainsi Happart aurait perçu entre 2017 et 2019 près de 19000 euros de remboursement dont environ 17000 euros de frais de restaurant. La plupart de ces dépenses étaient « remboursées en liquide ».

## Controverses
Son père faisait partie de la Garde Wallonne; Happart ne s'en est jamais défendu.
Le 13 octobre 2015, la chambre du conseil de Liège ordonne le renvoi devant un tribunal correctionnel de José Happart alors président du conseil d’administration de l’aéroport de Liège et de Luc Partoune son directeur général ainsi que 17 autres inculpés.
Ce renvoi concerne des faits de détournements d’argent public, de fausses factures et de trafic d’influence. José Happart est soupçonné d'avoir usé de son influence et de sa fonction de président du conseil d’administration afin de favoriser des entreprises.
Le 19 mai 2020, le tribunal correctionnel de Liège condamne José Happart à 8 mois de prison avec sursis pour corruption.

## Parcours politique
José Happart a été élu :	
- Échevin de la commune de Fourons
  - Conseiller communal (1982-1998)
  - Bourgmestre (janvier 1984)
  - Premier Échevin faisant fonction de bourgmestre (janvier 1983, octobre 1986, 1987-1988)
  - Premier Échevin (1989-1998)
- Ministre wallon de l’Agriculture et de la Ruralité (1999-2004)
- Député européen (1984, réélu en 1989 et en 1994)
- Président du mouvement pluraliste Wallonie Région d’Europe (1986)
- Député wallon (1999-2004)
- Député et président du Parlement wallon (2004-2009)
- Député au Parlement de la Communauté française de Belgique (2004-2009)
- Conseiller communal de Liège (2001-2012[11])